# 平田廣明
平田廣明（日语：／ Hirata Hiroaki，1963年8月7日—）是日本男性演員、聲優。屬於Hirata Production Japan，東京都出身。星座是獅子座、血型是A型。身高175cm、體重65kg。音域為F#～A。

## 人物簡介
- 初次在1985年的「仲夏夜之夢」中出演。身為聲優的代表作為「ONE PIECE」中的香吉士，「最遊記」中的沙悟淨，「數碼寶貝大冒險」（解說員等）。海外劇「急診室的故事」中的卡特。
- 影星約翰尼·德普的日本吹替。
- 由於音質低沉，以出演像「ONE PIECE」中的香吉士那樣温情性格的人物和像「數碼寶貝大冒險」中的獅子獸那樣心地善良的角色以及上了年紀的角色為主。還有出演許多像ONE PIECE中的香吉士，「最遊記」中的沙悟淨那樣喜歡女子，好煙的角色。亦常常出演反面及神秘角色。
- 在「最遊記」電視動畫化之際，只有悟浄角色的配音人選未定時，原作者峰倉和也的助手推薦在「急診室的故事」中配音的平田。
- 2012年四月底自劇團昴正式退團，另外自立「Hirata Production Japan」。目前除固定的配音以外主要都在舞台劇、朗讀劇等方面活躍。

## 出演作品

### 電視動畫
1995年
- NINKU -忍空-（喧太）

1997年
- 金田一少年之事件簿（五木陽介）
- 名侦探柯南（南智史）
- 夢之蠟筆王國（黃金國王）

1998年
- 金田一少年之事件簿（中年男）

1999年
- 小魔女Doremi系列（古董店店長、矢田之父等）
- 神風怪盜貞德（日下部匠）
- 麻辣教師GTO（木林）
- 名偵探柯南（道脇正彥）
- 數碼寶貝大冒險（旁白、獅子獸、石田裕明）

2000年
- 金田一少年之事件簿（松岡修吉、神明忠治）
- 幻想魔传 最遊記（沙悟浄、捲簾大将）
- 櫻花大戰（機關員）
- ONE PIECE（香吉士、跑得快(飛毛腿)、啾啾（線蚯蚓的鳥）、狗企鵝、馬古拉、冒牌魯夫（戴馬羅·布拉克））[1]
- 數碼寶貝大冒險02（旁白、石田裕明、高石武（大人）、玄內、米歇爾）
- 勝負師傳說（裕先生）

2001年
- 小魔女Doremi系列（飛鳥健三）
- 旋風用心棒（谺丈二）
- 第一神拳（沖田佳吾）
- 名偵探柯南（龜倉雄二）
- 數碼寶貝馴獸師（獅子獸）

2002年
- 小魔女Doremi系列（飛鳥健三）
- 金肉人II世（ザ・ニンジャ）

2003年
- 妮嘉尋親記（カルロ）
- 鐵臂阿童木（ジェイク）
- 犬夜叉（睡骨）
- 最遊記RELOAD（沙悟浄）
- 火影忍者（不知火弦間）

2004年
- 變異體少女（角澤教授）
- 女孩萬歲（榊京太郎）
- 今日大魔王（格里塞拉卿·蓋根修伯）
- 攻殼機動隊 S.A.C. 2nd GIG（ギノ）
- 最遊記RELOAD GUNLOCK（沙悟浄）
- DearS（ザキ）
- 鐵人28號（第4作）（有本影郎）
- 奇幻兒童（施設の院長）
- 異域天使（艾瑞克）
- MONSTER（ヤロミール・リプスキー）

2005年
- 女孩萬歲（榊京太郎）
- 新宇宙飛龍（ジャン、巴尼修姆）
- 今日大魔王!第二季（格里塞拉卿·蓋根修伯）
- 變形金剛：銀河之力（航空總司令 ライブコンボイ）、（二輪奇襲兵 ガスケット）

2006年
- 怪 〜ayakashi〜「四谷怪談」（民谷伊右衛門）
- 飛輪少年（アイオーン・クロック（左 安良））
- 仰望半月的夜空（夏目吾郎）
- 企業傭兵（貝尼）

2007年
- 怪物王女（セブラン）
- 獵魔戰記（ルヴル）
- 結界師（火黑）
- 烏龍派出所別篇（シートン）

2008年
- 火影忍者疾風傳（不知火弦間）
- 魍魎之匣（京極堂（中禪寺秋彥））
- 我家有個狐仙大人（イナモチ）

2009年
- 戰鬥陀螺 鋼鐵奇兵（美利斯／Merci）
- 蒼天航路（諸葛亮）
- CANAAN（桑塔納）
- 空中鞦韆（池山達郎）
- 怪談餐館（妖怪侍者（闇之侍者）、吉祥夢）
- 元素高手（羅貝特·菲麗娜）

2010年
- 閃光的夜襲（高千穗勳）

2011年
- TIGER & BUNNY（狂野之虎／鏑木·T·虎徹）
- 銀魂（寺田辰五郎）
- 數碼獸合體戰爭（マタドゥルモン）

2012年
- Another（千曳辰治）
- 宇宙兄弟（南波六太、巴迪大猩猩、巴特勒鷲、丹尼爾豬、佛萊迪狗、達米安鷹）
- 刀劍神域（克萊因／壺井遼太郎）
- 閃電十一人GO 時空之石（劉玄德）
- 來自新世界（奇狼丸）

2013年
- 李洛克的青春全力忍傳（不知火弦間）
- 銀狐（高見義友）
- 刀劍神域 Extra Edition（克萊因／壺井遼太郎）

2014年
- 刀劍神域Ⅱ（克萊因／壺井遼太郎）
- 巴哈姆特之怒 GENESIS（拉瓦雷）
- 魔神之骨（格雷戈里／狼之骨）

2015年
- 夜晚的小雙俠（伯亞基）
- 噬神者（雨宮龍膽）

2016年
- Qualidea Code（朝凪求得）
- 時間飛船24（茲布亞基）

2017年
- 青之驅魔師 京都不淨王篇（藤本獅郎〈第2代〉）
- 碧藍幻想 The Animation（拉卡姆）
- 最遊記RELOAD BLAST（沙悟浄、捲簾大将）
- 時間飛船24 逆襲的三惡人（茲布亞基）

2018年
- 愛在雨過天晴時（近藤正己）
- Banana Fish（馬克斯·羅伯[2]）
- 逆轉裁判（戈德／神乃木莊龍）
- 尤利西斯 貞德與鍊金騎士（威廉·格拉斯戴爾[3]）
- 名侦探柯南（鹰取岩男）
- 刀劍神域 Alicization（克萊因／壺井遼太郎）

2019年
- 屁屁偵探（胡蘿蔔馬）
- 人造人009（人造人002[4]）
- 彼方的阿斯特拉（諾亞·維克斯）
- 碧藍幻想 The Animation Season 2（拉卡姆）
- 警視廳 特務部 特殊凶惡犯對策室 第七課 ‑特7‑（沃洛克）
- 刀劍神域 Alicization War of Underworld（克萊因／壺井遼太郎）
- 魯邦三世 最後的監獄（芬尼根）

2020年
- 富豪刑事 Balance:UNLIMITED（崴斯基）
- 刀劍神域 Alicization War of Underworld -THE LAST SEASON-（克萊因／壺井遼太郎）
- 戰翼的希格德莉法（里見・一郎）
- 小碧藍幻想！（拉卡姆）
- 數碼寶貝大冒險：（獅子獸）

2021年
- 佐賀偶像是傳奇 捲土重來（日比谷大爺）
- 我的英雄學院 第5期（四橋力也／瑞·迪斯楚）
- 海賊王女（奧托）
- 三角窗外是黑夜（老師）

2022年
- 最遊記RELOAD -ZEROIN-（沙悟浄）
- 作為女主角！～被討厭的女主角與秘密的工作～（染谷玉五郎）
- 來自深淵 烈日的黃金鄉（瓦茲強）
- 我的英雄學院 第6期（四橋力也／瑞·迪斯楚）
- 数码宝贝幽灵游戏（沙悟净兽）

2023年
- 肌肉魔法使-MASHLE-（旁白[5]）

2024年
- 肌肉魔法使-MASHLE- 神覺者候補選拔試驗篇（旁白[6]）
- 青之驅魔師 島根啓明結社篇（藤本獅郎〈第2代〉）
- 月刊妄想科学（羅貝爾德）
- Girls Band Cry（林）
- 我的英雄學院 第7期（四橋力也／瑞·迪斯楚）
- 青之驅魔師 雪之盡頭篇（藤本獅郎[7]）

2025年
- 天久鷹央的推理病歷表（櫻井公康[8]）
- 青之驅魔師 終夜篇（藤本獅郎[9]）
- 異修羅（善變的歐索涅茲瑪[10]）
- 鄉下大叔成為劍聖（貝利爾·格德南特[11]）

### 特攝
- 特搜機器人Janperson（広瀬純一）
- 海賊戰隊豪快者（炎神馬赫鷹）
- 海賊戰隊豪快者 VS 宇宙刑事卡邦 The Movie （炎神馬赫鷹）
- 假面騎士Wizard (旁白)
- 非公認戰隊秋葉原連者（Deryu Knight）

### OVA
- 動畫古典文學館（旁白）
- 今天是魔王（格里塞拉卿．蓋根修伯）
- 最遊記RELOAD -burial-（沙悟浄）
- 最遊記外伝（捲簾大将）
- 櫻花大戰 櫻華絢爛（部隊長、奉公人）
- STRAIT JACKET（フォルク）
- 厄夜怪客（培爾納德隊長）
- ONE PIECE ROMANCE DAWN STORY（香吉士）
- BLACK LAGOON Roberta's Blood Trail（貝尼）

### 劇場版動畫
- 鐵拳對鋼拳 1993（前田太尊）
- 金田一少年之事件簿：歌劇院新殺人事件（能条光三郎）
- 金田一少年之事件簿2：殺戮的深藍（五木陽介）
- 劇場版 幻想魔傳 最遊記（沙悟淨）
- 數碼寶貝系列（旁白、獅子獸、玄内、電視播音員）
- 熊的傳說（デナヒ）
- 名偵探柯南 貝克街的亡靈（樫村忠彬）
- 蓮如物語（弥七）
- ろくでなしBLUES 1993（前田太尊）
- ONE PIECE系列（香吉士）
- 動畫電影 宇宙兄弟（南波六太）
- 新劇場版頭文字D INITIAL D THE NEW MOVIE（藤原文太）
- 怪談餐廳劇場版（幽靈服務生（お化けギャルソン））
- 攻殼機動隊2 INNOCENCE（コガ）

2017年
- 刀劍神域劇場版 -序列爭戰-（克萊因／壺井遼太郎）

2018年
- 於離別早晨飾上約定之花（巴洛烏）

2020年
- BURN THE WITCH（比利·邦库斯Jr）
- 光之美少女 Miracle Leap 與大家不可思議的一天（利夫雷因）
- 蠟筆小新：激戰！塗鴉王國與差不多四勇者（宮廷畫家）

2021年
- 刀劍神域 Progressive 無星夜的詠嘆調（克萊因）

2025年
- 名偵探柯南：獨眼的殘像（鱷魚[12]）

### 網路動畫
2018年
- B：彼之初（奇斯·風間·弗里克）

2023年
- BURN THE WITCH #0.8（比利·邦庫斯Jr[13]）

### 廣播劇CD
- BRAVE10（真田幸村）
- 砂時計（水瀨正弘）

### 遊戲
- Chaos Dragon 混沌戰爭（クローム[14]）
- Gungrave O.D.(屍十二)
- AZEL -PANZER DRAGOON RPG-（パエット）
- 王國之心 II（ジャック・スパロウ）
- 金肉人系列（ザ・ニンジャ）
- 異域傳說（アレン・リッジリー）
- NAMCO x CAPCOM（ブルース・マッギャヴァン、カムーズ）
- ONE PIECE系列（香吉士）
- 閃電十一人GO2 時空之石（劉玄德(劉備)）
- 噬神者系列 （雨宮リンドウ）
- PROJECT X ZONE（噬神者：雨宮龍膽）
- Dissidia 012 Final Fantasy（拉格纳·雷瓦路）
- PS Vita 伊蘇 塞爾塞塔的樹海（デュレン）
- 潛龍諜影崛起：再復仇（JETSTREAM-SAM）
- 月華繚乱ROMANCE（藤隷人）
- Are you Alice?（イカレ帽子屋）
- Ultimate Marvel vs Capcom 3、惡魔獵人4 特別版、PROJECT X ZONE 2、惡魔獵人5、TEPPEN（维吉尔、尼洛·安杰罗）
- 碧藍幻想（拉卡姆（ラカム））
- 夢王國與沉睡中的100位王子殿下（影虎（カゲトラ））
- 東京放學後召喚師（日语：東京放課後サモナーズ） (巴薩利亞[15])
- JUMP FORCE（香吉士）
- 殘機為零（一葉守）

### 外語作品的日語配音
- 強尼·戴普作品 ＊強尼·戴普公認声優

- 劉德華作品
  - 新上海灘（上海グランド）：丁力
  - 醉拳二（酔拳2）：張學良（客串）［ソフト版（光碟版配音）］
  - 大冒險家（復讐のプレリュード 大冒険家）：韋洛仁
  - 烈火戰車（フル・スロットル/烈火戦車）：阿祖（Joe）

- 周星馳作品
  - 國産凌凌漆（0061北京より愛をこめて!?）：凌凌漆
  - 九品芝麻官（広州殺人事件）：包龍星
  - 賭侠（ゴッド・ギャンブラー2）：星仔
  - 唐伯虎點秋香（詩人の大冒険）：唐伯虎（華安）
  - 整蠱專家（トリック大作戦）：古晶
  - 逃學威龍（ファイト・バック・トゥ・スクール）系列：周星星

- 約瑟傳說：埃及之謎：（約瑟）
- 六人行：麥特·勒布郎 飾 喬伊·崔比雅尼
- 小丑：瓦昆·菲尼克斯 飾 亞瑟·佛列克[16]
- 奧本海默：萊斯利·格羅夫斯

### 電視劇
1993年
- 特搜機器人Janperson（廣瀨純一）

2011年
- 海賊戰隊豪快者（炎神馬赫鷹）

2012年
- 非公認戰隊秋葉原連者（Deryu Knight）
- 兒童警察
- 小惠會使用魔法嗎？（旁白、王）
- 假面騎士Wizard（旁白）
- 勇者義彥和惡靈之鑰（迪斯塔克）

2016年
- NHK晨間劇 大姊當家 第82回（黑市的缺德露天商）

2021年
- VoiceII 110緊急指令室 第9話（三治廣明）

2022年
- NHK大河劇 鎌倉殿的13人 第10回（佐竹義政）
- OLD ROOKIE 第7話（湊啓一郎）
- 石子與羽男：這種事能告嗎？ 第9話（日向理一郎）

2024年
- ANTI HERO 第1話
- NHK晨間劇 如虎添翼 第23回 - 第25回（武井吾郎裁判長）

2025年
- NHK大河劇 豈有此理〜蔦重繁華如夢故事〜（曲淵景漸）

## 外部連結
- （日語）平田廣明 OFFICIAL WEBSITE （页面存档备份，存于）